# Spark (biurowiec)
Spark – zespół budynków biurowych w Warszawie, zlokalizowany w dzielnicy Wola przy al. „Solidarności” 171 i 173.

## Opis
Za projekt odpowiada polska pracownia architektoniczna Kuryłowicz & Associates. Projekt konstrukcji budynków i instalacji przygotowało Buro Happold. Generalnym wykonawcą budynku jest firma Skanska S.A. Za komercjalizację biurowca odpowiada Skanska Property Poland. Inwestycja została zrealizowana na tzw. Serku Wolskim.
Kompleks docelowo składać się będzie z trzech obiektów. Dwóch zrealizowanych mniejszych budynków B i C (9 kondygnacji naziemnych w kształcie litery H) oraz wieżowca o wysokości 130 metrów.
W trakcie budowy I etapu kompleksu odkryto zabytkowe przedmioty, w tym m.in. butelkę z browaru Haberbusch und Schiele, 3 grosze z okresu Księstwa Warszawskiego oraz zabawki i maszynę do szycia w pozostałościach XIX i XX-wiecznej zabudowy.

## Dane techniczne
- Całkowita powierzchnia biurowa: 70 000 metrów kwadratowych
- Powierzchnia najmu I etapu: ok. 12 300 m²
- Pierwszy etap kompleksu dostarczy 86 miejsc parkingowych.